# Ivan Nikolaïevitch Lebedev
Pour les articles homonymes, voir Ivan Lebedev.
Ivan Nikolaïevitch Lebedev (en russe : Иван Николаевич Лебедев), né le 12 août 1850, décédé le 2 juin 1905. Officier de marine russe, capitaine 1er rang (grade correspondant à celui de colonel dans l'infanterie ou l'armée de l'air), commandant du Dmitry Donskoï il fut un héros de la bataille de Tsushima.

## Biographie
Le 14 septembre 1867, Ivan Nikolaïevitch Lebedev fit son entrée au Corps des Cadets, il entra en service actif le 17 avril 1868. Le 17 avril 1871, il fut promu garde-marine (grade dans la Marine impériale de Russie créé par Pierre Ier le Grand, il resta en vigueur de 1716 à 1917). De 1872 au 20 mai 1872, il fut affecté au 15e et 8e équipages navals. Au grade de poruchik (Lieutenant) de l'Amirauté, Ivan Nikolaïevitch Lebedev fut démis de ses fonctions dans la Marine impériale de Russie. En 1875, au grade de garde-marine il réintégra la Marine impériale de Russie, il fut affecté au 2e équipage en mer Noire. Le 30 août 1875, il fut élevé au grade d'adjudant (aspirant) de marine. Le 24 mai 1878, le commandement de la ville d'Odessa lui fut confié. Ivan Nikolaïevitch Lebedev exerça le commandement à bord du Douma (Дума) du 22 juin au 22 septembre 1878. Le 1er janvier 1880, il fut élevé au grade de lieutenant. Le 13 novembre 1880, il sortit diplômé de l'Académie navale. Le 4 mars 1883, il commanda à bord du Sultanka (Султанка). Le 23 septembre 1883, il servit à bord du Mémoire de Mercure, en qualité d'officier mineur, le 23 septembre 1884, il servit sur le cuirassé de défense côtière le Novgorod (Новгород), le 1er novembre 1884, sur le cuirassé de défense côtière le Vice-amiral Popov (Вице-адмирал Попов). Le 1er février 1885, Ivan Nikolaïevitch Lebedev fut affecté dans la Marine bulgare, en qualité d'officier supérieur, il servit à bord de l'Alexandre 1er. Le 14 octobre 1885, il fut démis de son service dans la Marine de Bulgarie. Du 18 janvier au 18 avril 1886, il servit en qualité d'officier mineur sur le clipper Blusterer. Le 16 mars 1887, il fut transféré dans la flottille de Sibérie. Du 8 novembre 1887 au 26 avril 1888, il commanda le 6e équipage. Le 4 octobre 1888, en qualité d'officier mécanicien il ser vit à bord de la canonnière Bobr (Бобр). Du 16 février 1889 au 1er octobre 1890, il exerça le commandement à bord du Yanchihe. Le 11 septembre 1890, il fut transféré dans la flotte de la mer Noire. Le 24 novembre 1890, il fut de nouveau affecté dans la flottille de Sibérie. Le 1er janvier 1893 il fut élevé au grade de capitaine 2e classe (grade correspondant à celui de lieutenant-colonel dans l'infanterie ou l'armée de l'air). Le 30 juin 1893, il fut admis comme membre du Conseil des navires de guerre. Le 31 juillet 1893, il reçut le commandement du Yanchihe. Le 8 septembre 1893, il servit en qualité d'officier supérieur sur la canonnière Kopeetch (Кореец). Le 6 décembre 1895, il servit à bord du clipper Blusterer en qualité de commandant de 2e classe. Le 16 décembre 1896, il fut nommé adjoint du commandant du port de Vladivostok. Le 17 novembre 1897, en qualité de commandant de 2e classe, il servit sur le clipper 'Oprichnik (Опричник). Le 1er janvier 1901, Ivan Nikolaïevitch Lebedev fut promu au grade de capitaine 1re classe (grand correspondant à celui de colonel dans l'infanterie ou l'armée de l'air). Le 9 octobre 1902, le commandement du croiseur Oleg (Олег) lui fut confié. En 1904, Ivan Nikolaïevitch Lebedev reçut le commandement du croiseur Dmitry Donskoï.
Ivan Nikolaïevitch Lebedev participa à la bataille de Tsushima les 27 mai et 28 mai 1905. Au cours de ce combat naval il fut grièvement blessé ; capturé par les forces japonaises, il décéda le 2 juin 1905 dans un hôpital japonais.

## Sources
- (ru) Cet article est partiellement ou en totalité issu de l’article de Wikipédia en russe intitulé « Лебедев, Иван Николаевич » (voir la liste des auteurs).